# Гражданская война в Южном Судане
Гражданская война в Южном Судане — вооруженный межэтнический конфликт между народами нуэр и динка в Южном Судане, начавшийся 15 декабря 2013 года и завершившийся 22 февраля 2020 года. Это конфликт между силами правительства и силами оппозиции. В декабре 2013 года президент Киир обвинил своего бывшего заместителя Риека Мачара и еще десять человек в попытке государственного переворота. Мачар отрицал попытки организовать переворот и бежал, чтобы возглавить НОДС — в оппозиции (НОДС—ИО).  Между Народно-освободительным движением Судана (НОДС) и НОДС—ИО вспыхнули столкновения, разразившиеся гражданской войной. Были развёрнуты войска Уганды, чтобы сражаться вместе с правительством Южного Судана. Организация Объединенных Наций имеет в стране миротворцев в составе Миссии Организации Объединенных Наций в Южном Судане (МООНЮС). В конфликте погибло почти 200 000 человек; ещё 700 000 стали беженцами.
В январе 2014 года было достигнуто первое соглашение о прекращении огня. Бои продолжались, и за ними последовали еще несколько соглашений о прекращении огня. Переговоры проводились при посредничестве «IGAD+», в который входят восемь региональных стран, называемых Межправительственным органом по развитию, а также Африканский союз, Организация Объединенных Наций, Китай, ЕС, США, Великобритания и Норвегия. Мирное соглашение, известное как «Компромиссное мирное соглашение», было подписано в августе 2015 года. Мачар вернулся в Джубу в 2016 году и был назначен вице-президентом. После второго прорыва боевых действий в Джубе НОДС—ИО бежало в прилегающий и ранее мирный район Экватории. Киир сменил Мачара на посту первого вице-президента Табаном Денг Гаем, расколов оппозицию, и борьба повстанцев стала основной частью конфликта. Соперничество между фракциями динка во главе с президентом и Полом Малонг Аваном также привело к столкновениям. В августе 2018 года вступило в силу еще одно соглашение о разделе власти. 22 февраля 2020 года соперники Киир и Мачар заключили соглашение о единстве и сформировали коалиционное правительство.

## Ход конфликта

### Первоначальный мятеж (2013)

#### Декабрь
16 декабря 2013 года Президент Южного Судана Салва Киир заявил о предотвращении военного переворота. По его словам, попытка насильственной смены власти, предпринятая его политическим оппонентом, не удалась, ситуация в стране и её столице — Джубе — находится под полным контролем правительства. «Путчисты разбиты и бежали, войска преследуют их. Я не позволю впредь повторения подобного в нашей юной стране. Я категорически осуждаю противоправные действия», — сказал Киир, отметив, что в городе введён комендантский час. По его словам, столкновение спровоцировали неизвестные в военной форме, открывшие автоматный огонь во время встречи движения Народной армии освобождения Судана, после чего последовало нападение на штаб вооружённых сил. Нападение осуществила «группа солдат, связанная с бывшим вице-президентом Риеком Мачаром». Министр иностранных дел Южного Судана Барнаба Мариал Бенджамин добавил, что переворот пытались организовать офицеры и политики, недовольные ситуацией в стране. По его словам, восставшие попытались захватить оружейный склад, однако их атака была отбита. Несколько лидеров путчистов, по данным министра, уже арестованы. При этом он не смог уточнить, есть ли среди арестованных бывший вице-президент Риек Мачар, считающийся главным политическим оппонентом действующего главы государства. Заявлениям южносуданских политиков предшествовала ночь ожесточённых боев на улицах Джубы. По свидетельствам очевидцев, огонь велся из различных видов оружия, включая тяжёлое вооружение. Власти утверждают, что восставшие пытались захватить оружейный склад. По официальной версии, атака противников президента была отбита, а их силы были вытеснены из Джубы. Несколько лидеров восставших, в том числе четверо бывших министров, были арестованы. Однако местонахождение главного противника Салва Киира, бывшего вице-президента Риека Мачара, неизвестно. Его пресс-секретарь заявил, что он находится в безопасном месте, опровергнув сообщения о его аресте.
Политическая ситуация резко обострилась в июле 2013 года, когда президент уволил вице-президента и провёл радикальные изменения в кабинете министров. После этих перестановок в руководстве страны практически не осталось представителей второй по численности народности страны — нуэр. Сам президент Киир и большинство людей из его окружения принадлежит к другой народности — динка, которое является самым многочисленным в стране.
17 декабря в Джубе возобновилась перестрелка между правительственными войсками и силами противников президента Салва Киира. Столкновения идут неподалеку от здания штаба вооружённых сил Южного Судана. На улицах Джубы слышны залпы оружия тяжёлого калибра. Городской аэропорт закрыт. В правительстве объяснили, что военные «зачищают остатки» сил противников президента, пытавшихся устроить переворот. С начала столкновений в Джубе погибли уже 26 человек. Кроме того, не менее 130 человек были ранены. Около 13 тысяч жителей Южного Судана запросили убежище в двух лагерях ООН, которые расположены на территории страны. Глава миссии ООН в Южном Судане Хильда Джонсон выразила глубокую озабоченность в связи с происходящим, и призвала стороны «прекратить все проявления вражды и отказаться от военных действий». ООН и американское посольство призывают иностранцев, находящихся в стране, не выходить на улицу. Также они отрицают слухи об укрывательстве политиков и военных на территории диппредставительств.

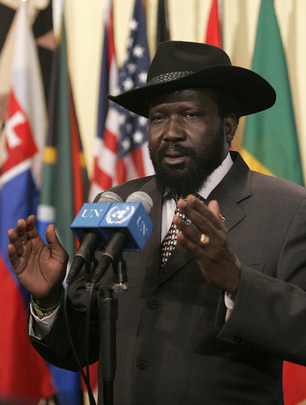
Салва Киир

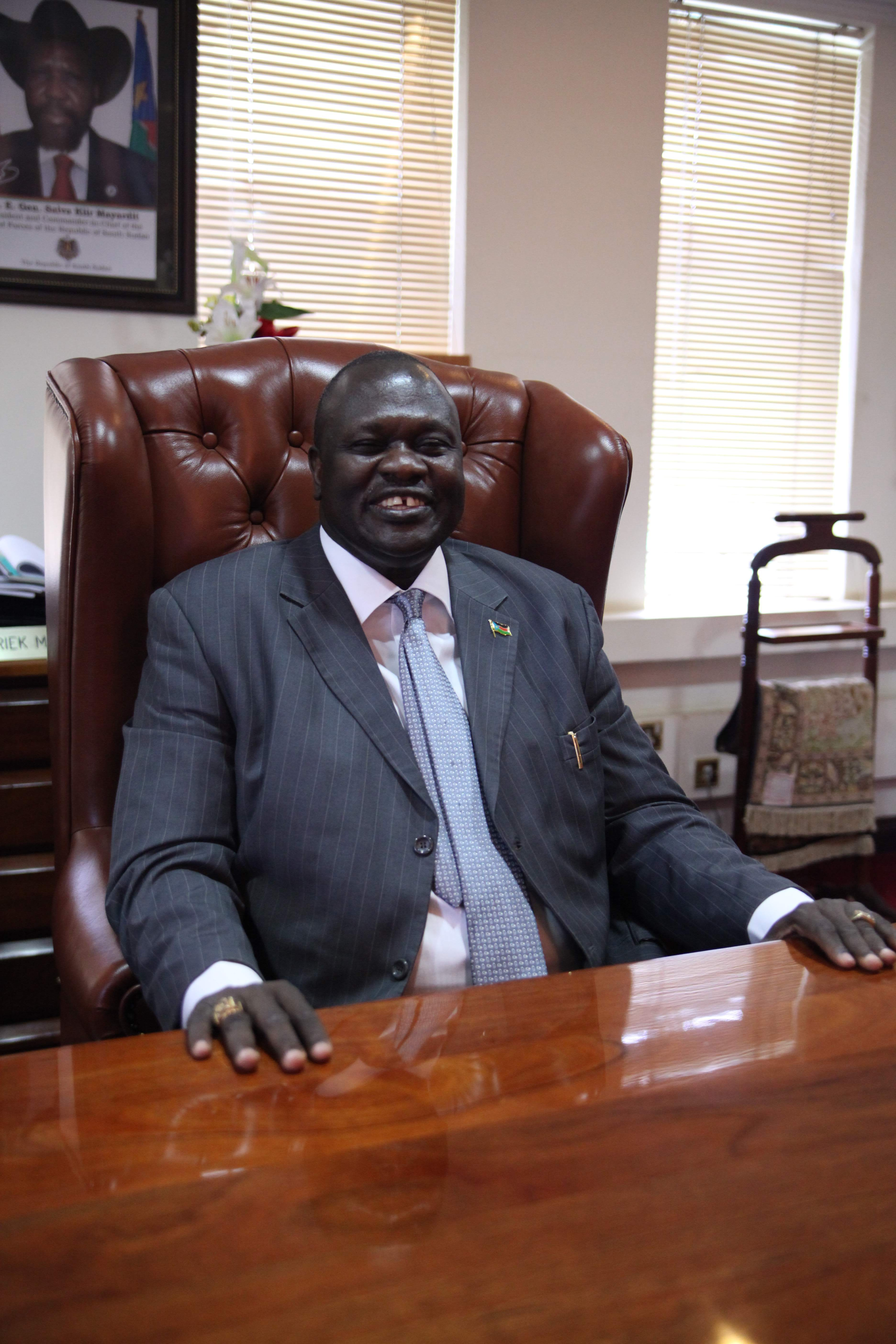
Риек Мачар

В ночь на 16 декабря жертвами столкновений стали до 500 человек. 17 декабря такие данные предъявила Организация Объединённых Наций. Столкновения в Южном Судане, подчеркнули в ООН, носят «в основном межэтнический характер». В лагере для беженцев, развернутом миссией ООН в столице Южного Судана на территории аэродрома, уже находятся около 20 тысяч человек. Генсек ООН Пан Ги Мун выразил «глубокую озабоченность» ситуацией в Южном Судане, призвав всех участников конфликта немедленно прекратить боевые действия. Совет Безопасности ООН призвал власти Южного Судана начать диалог со своими оппонентами, добавив, что противоречия необходимо разрешать мирным путём. В свою очередь Госдепартамент США объявил, что американцы должны немедленно покинуть Южный Судан, и приостановил работу американской дипмиссии в этой стране. Постоянный представитель Франции при ООН Жерар Аро, в настоящее время председательствующий в Совете Безопасности считает, что конфликт развивается по этническому признаку и может обернуться гражданской войной. Также он заявил, что по данным ООН, с воскресенья в Южном Судане погибли сотни людей, а запасы продовольствия и медикаментов, необходимые для такого большого количества пострадавших, быстро заканчиваются.
18 декабря Великобритания объявила эвакуацию своих граждан из Южного Судана. В Джубу выслан самолёт, который должен будет забрать около 150 британцев, попросивших помощи в выезде, среди них есть и сотрудники британского представительства и граждане, приехавшие в африканскую страну в частном порядке. МИД Великобритании обратился ко всем британским гражданам, находящимся в Южном Судане с тем, чтобы они дали знать в посольство, если хотят покинуть страну.
19 декабря было совершено вооружённое нападение на базу миротворцев ООН в Акобо, штат Джонглей. По словам представителя ООН Фархана Хака, нападавшие принадлежали к народности нуэр. На базе в момент атаки укрывались мирные жители. При нападении погибли три миротворца из Индии, сообщил посол Индии в ООН Асоке Мукерджи. Всего на базе в момент атаки находилось 43 индийских миротворца, шесть полицейских советников ООН, двое гражданских сотрудников миссии, а также 32 местных жителя, принадлежащих к племени динка и укрывавшихся на базе. По утверждению Фархана Хака, связь с базой в Акобо потеряна, поэтому информации о судьбе находившихся там людей нет. По данным ИТАР-ТАСС, 40 индийских миротворцев покинули базу после того, как нападавшие прорвали оборону. 32 мирных жителя из племени динка, по словам Хака, были «мишенью этой атаки», а погибло 11 человек.
20 декабря США объявили, что направят в Южный Судан 45 военнослужащих для защиты американских граждан, также в Южный Судан был направлен спецпосланник, который должен способствовать проведению переговоров между участниками конфликта. Об этом сообщает Agence France-Presse со ссылкой на заявление госсекретаря США Джона Керри. По словам Керри, власти Южного Судана должны немедленно прекратить боевые действия и начать диалог со своими оппонентами. Керри добавил, что накануне звонил президенту Южного Судана Салве Кииру и призвал его урегулировать конфликт.
21 декабря Армия Южного Судана развернула наступление на стратегический город Бор, захваченный сторонниками бывшего вице-президента страны три дня назад. По меньшей мере четверо военнослужащих ранены в результате обстрела военно-транспортного самолёта, который должен был эвакуировать граждан США из города Бор. Самолёт прервал миссию, вернувшись на военную базу в соседнюю Уганду. Также неизвестные обстреляли вертолёт ООН, который был отправлен для эвакуации миротворцев и гражданских, вертолёт совершил экстренную посадку. О пострадавших не сообщается. Инцидент также произошёл в штате Джонглей. Тем временем, Германия и Кения уже эвакуировали своих граждан из Южного Судана, а американская миссия пока приостановлена. Госсекретарь США Джон Керри в субботу призвал южносуданских лидеров к политическому диалогу и подчеркнул, что насилие ставит под угрозу независимость Южного Судана.
22 декабря бывший вице-президент Южного Судана Риек Мачар заявил о захвате повстанцами штата Юнити, где добывается значительная часть производимой в стране нефти. Мачар заявил, что отвергает обвинения в свой адрес и готов к переговорам с правительством, в случае если будут выпущены на свободу политические заключённые. Он также сообщил, что повстанцы захватили нефтедобывающий штат Эль-Вахда. По его словам, военным губернатором штата стал генерал Джеймс Коанг, который перешёл на сторону мятежников. Президент Южного Судана Салва Киир в пятницу также согласился на переговоры с мятежниками после встречи с международными посредниками. Как говорится в сообщении госдепартамента США, Киир заявил по телефону госсекретарю Джону Керри, что готов к переговорам без предварительных условий для урегулирования ситуации в стране. На фоне эскалации насилия в Южном Судане, всех сотрудников Миссии ООН в стране, кроме тех, кто занимается жизненно важной деятельности эвакуируют из Южного Судана в соседнюю Уганду.
23 декабря власти Южного Судана потеряли контроль над городом Бентиу — столицей нефтяного региона Эль-Вахда. Об этом сообщается в официальном твиттере правительства. Город был захвачен полевым командиром, который выступает на стороне уволенного вице-президента Риека Мачара. Министр информации Южного Судана Майкл Макуэй ещё 21 декабря сообщил, что командир дивизии в Эль-Вахде Джон Коанг дезертировал. Он перешёл на сторону противников действующей власти. В обмен на это лидер оппозиции Риек Мачара назначил его губернатором Эль-Вахды.

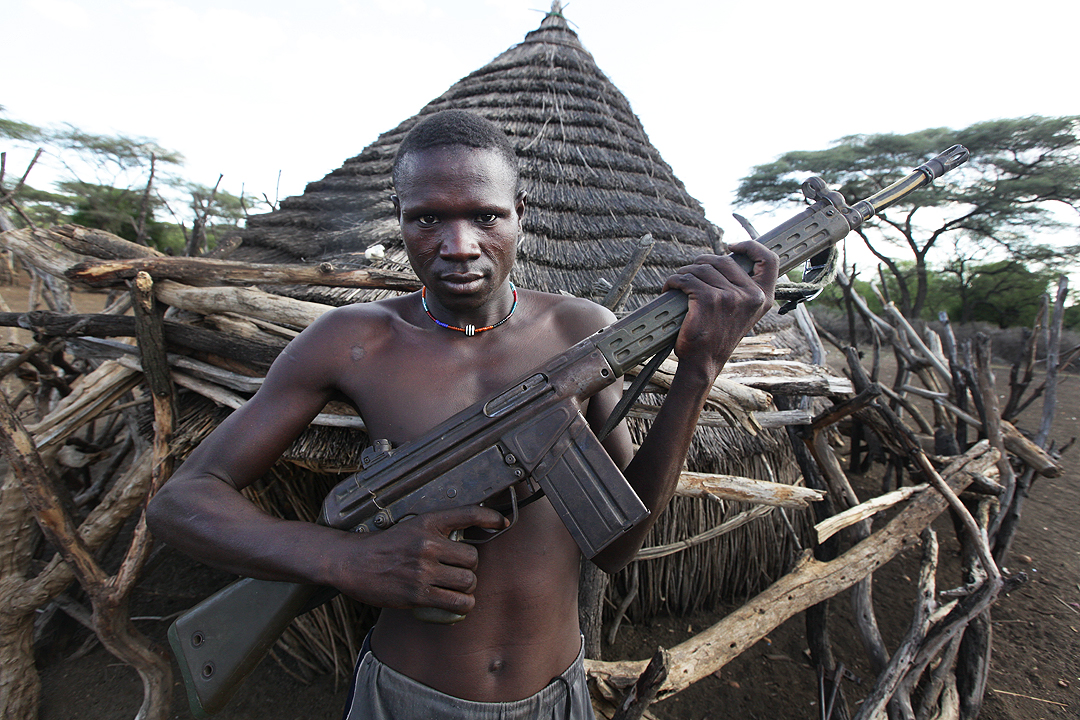
Вооружённый южносуданец

24 декабря проект резолюции, подготовленной США, по которой в Южный Судан в ближайшее время будут дополнительно направлены 5,5 тысяч миротворцев ООН, внесён в Совет Безопасности ООН. Голосование назначено на вечер вторника, 24 декабря. Представители стран-постоянных членов СБ ООН, в том числе и России, заявили о готовности поддержать проект резолюции. В настоящий момент в Южном Судане находятся около семи тысяч миротворцев ООН. В стране по линии ООН также находятся 700 полицейских и около двух тысяч гражданских сотрудников. Проект резолюции, учитывающий рекомендации генсека ООН Пан Ги Муна, предполагает дополнительно отправить в Южный Судан 5,5 тысячи миротворцев и 423 полицейских. Кроме того, предложено перебросить в Южный Судан дополнительную военную технику, включая шесть вертолётов и транспортный самолёт C-130. Усиление миротворческой группировки в Южном Судане планируется провести за счёт сил и средств других миссий ООН в Африке. ООН также сообщает, что в Южном Судане обнаружены массовые захоронения. Одна из могил в городе Бенту содержит 14 тел, другая, расположенная неподалеку на берегу реки, — 20 тел. Корреспондент в столице Джуба приводит слова очевидцев о том, что силы безопасности страны расстреляли более 200 человек, принадлежавших преимущественно к народности нуэр. Ещё один человек в Джубе рассказал, что боевики, принадлежавшие к этнической группе динка, представители которой составляют большинство в стране, стреляли в людей в областях, заселённых нуэрами. Координатор ООН по гуманитарным вопросам в Южном Судане Тоби Ланзен, который сейчас находится в городе Бенту, сказал, что прошедшая неделя была ужасающей для страны. Вечером Совет Безопасности ООН принял резолюцию об увеличении численности миротворцев в Южном Судане с семи до 12,5 тысяч для защиты мирного населения.
26 декабря в Джубу прибыли президент Кении Ухуру Кениата и премьер-министр Эфиопии Хайлемариам Десалень. Цель визита — встреча с президентом Южного Судана Салвой Кииром и организация переговоров с бывшим вице-президентом страны Риеком Мачаром. Контакт с Мачаром пока не установлен. В пять утра по местному времени база ООН в Боре, в 170 километрах от Джубы подверглась минометному обстрелу. В результате нападения есть раненые. Однако, как сообщается, никто не погиб. Идут бои за город Малакал, столицу нефтяного штата Верхний Нил и Бентиу (недоступная ссылка) — главный город штата Юнити.
31 декабря власти Южного Судана и повстанцы договорились о прекращении огня. Боевые действия будут приостановлены на время, пока стороны не выработают план примирения. Встреча, в которой участвовали представители главы государства Салва Киира и лидера повстанцев, бывшего вице-президента Риека Мачара, проходила в Эфиопии. За время конфликта, по данным ООН, погибло несколько сотен человек. Более 60 тысяч жителей страны покинули свои дома. Многим странам пришлось эвакуировать из Южного Судана своих граждан.

### Начало восстания (2013–2014 гг.)

#### Январь

Эвакуация граждан США из Южного Судана, 3 января 2014 года

4 января представители властей Южного Судана и антиправительственных повстанцев собрались на переговоры в столице Эфиопии Аддис-Абебе. Полноценные переговоры сторон начнутся 5 января, но позднее стало известно, что переговоры отложили. Встречи представителей враждующих сторон, намеченные на субботу, отменены и дата их возобновления не объявлена. В МИДе Эфиопии ранее заявляли, что первый раунд встреч при участии посредников в пятницу, был плодотворным. Ранее обе стороны публично выступили за прекращение огня в конфликте, который с середины декабря унес жизни более тысячи человек. Города Бентиу и Бор до сих пор находятся в руках мятежников. Президент Южного Судана Салва Киир объявил там чрезвычайное положение. Тем временем, число беженцев из захваченных повстанцами районов, превысило 200 тысяч человек. Люди переправляются через Нил, за которым чувствуют себя в большей безопасности, даже живя практически под открытым небом.
7 января прямые переговоры между правительством и повстанцами возобновились. Министр иностранных дел Эфиопии Тедрос Аданом пояснил, что предыдущая попытка прямых переговоров сорвалась, потому, что стороны оказались недостаточно к ним подготовленными. Стало известно также, что властям Южного Судана удалось договориться с другим лидером повстанцев — Дэвидом Яу Яу, который сражался против правительства на протяжении двух лет. Существовали опасения, что он поддержит лидера повстанцев Риека Мачара.
10 января правительство Южного Судана сообщило о завершении операции по возвращению контроля над городом Бентиу — столицы штата Юнити (также известного как Эль-Вахда). Представитель командования вооруженных сил заявил, что операция завершилась полным успехом. По его словам, контроль над Бентиу означает контроль над всеми нефтепромыслами штата.
С начала вооруженных столкновений страну покинуло, по разным оценкам, от 52 до 66 тысяч человек. Большинство беженцев разместились в соседней Уганде, однако оценки их точного количества разнятся. По данным местного Красного креста, эта страна приняла более 46 тысяч человек, местное издание New Vision сообщает о 42 тысячах, в то время как представитель Управления ООН по делам беженцев заявляет о 32 тысячах человек. По данным ООН, около десяти тысяч человек располагаются в Судане, от которого Южный Судан отделился два года назад. Как сообщает агентство, ранее комиссар по гуманитарной помощи Судана заявлял о всего 168 беженцах. Ещё десять тысяч бежали из страны в Эфиопию и Кению. Более 350 тысяч человек находятся в лагерях для беженцев в самом Южном Судане.
14 января во время аварии перегруженного парома от 200 до 300 человек утонули в реке Белый Нил. Среди погибших есть женщины и дети. Утонувшие люди пытались бежать из города Малакаль, где происходят бои между правительственными войсками и повстанцами.
23 января правительство Южного Судана и повстанцы подписали соглашение о перемирии, закончив тем самым, переговоры шедшие в Аддис-Абебе с начала января. Соглашение дополнено договором об 11 сторонниках Риека Мачара, задержанных и обвинённых в подготовке переворота. Предполагается, что они в итоге примут участие в мирном урегулировании, однако прежде должен состояться суд. По соглашению, все иностранные вооруженные силы, приглашенные сторонами конфликта, должны покинуть страну (речь идет об армии Уганды, которая поддерживала Салву Киира и воевала на стороне правительственных войск). Ожидается, что соглашение о перемирии начнет действовать в течение ближайших 24 часов. Между тем, жители Южного Судана скептически оценивают результаты переговоров, полагая, что перемирие решит лишь часть проблем молодого государства. Тем временем, по словам представителя Всемирной продовольственной программы Элизабет Бёрс, со складов ООН в городе Малакаль мародеры украли более 3,7 тысячи тонн еды, которых хватило бы на то, чтобы прокормить 200 тысяч человек.

#### Февраль
1 февраля международная гуманитарная организация Врачи без границ сообщила, что 240 её сотрудников были вынуждены бежать в леса, среди тысяч людей, пытавшихся спастись от насилия в штате Эль-Вахда.
По данным ООН от 2 февраля, в Южном Судане в результате гражданской войны около 3,7 млн человек остро нуждаются в продовольствии, а 863 тысячи жителей Южного Судана стали беженцами. Из них — около 740 тысяч остались в Южном Судане, а остальные покинули страну и укрылись в соседних государствах. Как заявил координатор ООН по гуманитарным вопросам в Южном Судане Тоби Ланзер, для разрешения продовольственного кризиса в стране необходимо не менее 1,3 млрд долларов, и что эта ситуация обернется негативными последствиями для экономики страны: «Рынки были разорены, люди жили в условиях постоянного сильного давления, они не могли жить нормальной жизнью. В середине декабря никто не мог предсказать масштабов бедствия, с которым мы сталкиваемся сейчас. Мы стараемся изо всех сил избежать катастрофы». По его словам, число голодающих составляет примерно треть населения страны, в частности, в городе Малакаль жители взяли штурмом склады с гуманитарной помощью. Они «помогли себе сами», заявил Ланзер, пояснив, что большинство мародеров — это просто люди, которые не могут иным способом добыть себе пропитание.
11 февраля в столице Эфиопии Аддис-Абебе начались новые переговоры по разрешению кризиса, через две недели после подписания соглашения о прекращении огня. Мятежники согласились продолжить диалог, несмотря на отказ правительства страны выпустить на свободу четверых высокопоставленных заключенных-оппозиционеров. Обе стороны обвиняют друг друга в нарушении договоренности о прекращении огня с целью окончания вооруженного конфликта.
18 февраля повстанцы атаковали город Малакаль — столицу региона Верхний Нил. Это нападение стало первым после заключения перемирия 23 января.
22 февраля был опубликован отчёт ООН, в котором утверждается, что, как правительственные войска, так и повстанцы в Южном Судане несут ответственность за нарушения прав человека и насилие над гражданским населением, в частности, разделенные по этническому принципу противники занимались пытками, насилием и убийствами: лояльные президенту Сальве Кииру войска, принадлежащему к народности динка, убивали этнических нуэров в столице Джубе с первых дней столкновений. При этом вооруженные нуэры расстреливали представителей народа динка в городе Малакаль.

#### Март
Как сообщает Управление по координации гуманитарных вопросов ООН, в результате конфликта в Южном Судане, более миллиона человек были вынуждены покинуть свои дома, а более 250 тысяч человек из них бежали в соседние страны. Другие остались в Южном Судане, десятки тысяч человек нашли приют на базах ООН.

#### Апрель
4 апреля президент США Барак Обама подписал указ, дающий министерству финансов полномочия на введение санкций, предусматривающих конфискацию активов должностных лиц Южного Судана, кого США считают ответственными за насилие в Южном Судане, а также запрет на ведение бизнеса с ними американским гражданам и компаниям. Имена пока не обнародованы. Как заявил пресс-секретарь Белого дома Джей Карни:
Продолжающаяся несколько месяцев борьба между правительством Южного Судана и силами лидера повстанцев Риека Машара… грозит разорвать молодую нацию на части. Тысячи людей погибли, и примерно 1 миллион ни в чем не повинных гражданских лиц были изгнаны из своих домов. Те, кто угрожает миру, безопасности или стабильности Южного Судана, мешает мирному процессу, нападает на миротворцев ООН или ответственен за нарушения прав человека и зверства, не встретят дружеского отношения в США и будут находиться под угрозой санкций.
9 апреля международная организация «Врачи без границ» обвинила сотрудников миссии ООН в Южном Судане в проявлении «шокирующего безразличия» к беженцам, так как около 21 тысячи человек, разместившихся в лагере ООН в Джубе, вынуждены потреблять загрязненную паводковую воду, в результате чего там распространяется диарея, респираторные инфекции и кожные заболевания. На сегодняшний день число беженцев составляет более миллиона человек, а в стране работают около 8 тысяч сотрудников ООН.
15 апреля во время перестрелки между правительственными войсками и ополченцами в городе Бентиу получили лёгкие ранения трое граждан России М. Бахметьев, М. Семенников и В. Селиутин, гражданин Украины М. Дацко и гражданин Кении Дж. Конесси, являющиеся сотрудниками российской компании «Сафинат», занимающейся строительством нефтеперерабатывающего завода в Южном Судане. Все пострадавшие были доставлены на базу миссии ООН в Рубконе для переправки в Джубу.
С 15 по 16 апреля в ходе захвата города Бентиу повстанцы организовали массовые убийства. На прошлой неделе они захватили местный нефтяной терминал. Сторонники Мачара совершали нападения на мечети, церкви, больницы и бывшие здания миссии ООН. Массовые убийства сопровождались призывами по радио, в которых говорилось, что представители определенных этнических групп должны покинуть город, а мужчин призывали насиловать женщин из враждебной общины. Более 200 гражданских лиц были убиты в мечети Кали-Баллии, где они пытались укрыться от повстанцев. В местной больнице были убиты мужчины, женщины и дети, решившие прятаться, вместо того чтобы выйти на улицу и приветствовать вошедших в город повстанцев. Представитель ООН в Южном Судане Тоби Ланцер сообщил о «шокирующих сценах насилия» — «тела убитых все ещё лежат на улицах». Масштаб насилия и этнические чистки, проводимые повстанцами в Бентиу, Боре и Малакале, заставили многих жителей страны выступить против Мачара. Следователи из Миссии ООН в Южном Судане заявили, что массовые расправы в Бентиу устроили повстанцы, сторонники Мачара.
17 апреля вооруженная толпа из 300 человек под видом протестующих ворвалась на базу миссии ООН в Южном Судане (МООНЮС) в городе Бор и открыла огонь по укрывавшимся там мирным жителям. В этот момент на территории базы находились около 5 тысяч человек. В результате атаки погибли 58 человек, ещё 60 человек пострадали. Точное число жертв остается неизвестным. Миротворцам ООН удалось отразить нападение, открыв ответный огонь. Постоянный представитель США при ООН Саманта Пауэр назвала этот акт насилия «наглым, бесчеловечным нападением на безоружных людей». Совет Безопасности ООН напомнил правительству Южного Судана, что нападение на мирных жителей и миротворцев ООН может расцениваться как военное преступление.
19 апреля свыше 100 человек погибли в штате Вараб, после того как группа вооруженных людей попыталась увести скот у местных жителей. Среди погибших — 28 скотоводов. Полицейские и солдаты отправились в погоню за нападавшими: в ходе боя, завязавшегося между ними, погибло более 80 преступников.
22 апреля представитель командования Филипп Агуэр заявил, что правительственные войска были вынуждены оставить город Майоум в штате Юнити, а также, что в штатах Верхний Нил и Джонглей идут ожесточенные бои.
Президент Южного Судана Сальва Киир без объяснения причин лишил поста командующего армией главу военной разведки генерала Джеймса Хотмая. Он член той же этнической группы, что и Мачар. Глава миротворческой миссии ООН Эрве Ладсус обвинил обе стороны конфликта в неспособности остановить эскалацию насилия. Представители ЕС и США заявили о готовности ввести санкции против тех, кто несёт ответственность за насилие.
27 апреля повстанцы обвинили армию в уничтожении 220 офицеров и курсантов из народности нуэр. Представитель повстанцев Лул Руаи Конг заявил, что армия, состоящая в основном из представителей народности динка, напала на центр военной подготовки «Мапел» на западе страны. Представитель армии Филип Агуер заявил, что столкновение произошло из-за «недопонимания» между военными и местной общиной нуэр и что жертвами стали только пять солдат.
30 апреля в ходе трехдневного визита в Джубу, Верховный комиссар ООН по правам человека Нави Пиллэй сообщила о рекрутировании девяти тысяч детей всеми сторонами конфликта, подчеркнув, что насилие, голод и перемещение миллиона человек привели страну на грань катастрофы. В свою очередь, специальный советник Генерального секретаря ООН по вопросам предупреждения геноцида Адама Диенг заявил, что ООН не допустит массовых расправ в стране.

#### Май
2 мая государственный секретарь США Джон Керри прибыл в Джубу, для проведения переговоров с президентом Сальвой Кииром и бывшим вице-президентом Риеком Машаром, с целью призыва к прекращению конфликта. Ранее, он предупредил об опасности геноцида и заявил о возможных целенаправленных санкциях, если бои не прекратятся.
4 мая представитель командования армии Филип Агуер заявил о взятии городов Насир — одной из крупнейших баз повстанцев, и Бентиу — столицы штата Юнити, и о бегстве лидера повстанцев к границе Эфиопии:
Наши силы утром захватили город Насир. После сильных бомбардировок город перешел в наши руки. Повстанцы, включая Риека Машара, бегут к эфиопской границе. Мы продолжаем наступление.
Наступление началось через два дня после того, как президент Южного Судана Сальва Киир согласился на прямые мирные переговоры с лидером повстанцев Риеком Мачаром. Армии удалось продвинуться к центру Бентиу, однако после ожесточенной перестрелки она была вынуждена отступить.
Президент Уганды Йовери Мусевени заявил, что подконтрольные ему войска вошли в Южный Судан, чтобы поддержать президента Сальву Киира в его борьбе с повстанцами под руководством Риека Мачара, подчеркнув, что Джуба кажется ему окруженной, и он выразил опасения за возможный «неконституционный исход» конфликта. Ранее в Джубу прибыл генеральный секретарь ООН Пан Ги Мун и сообщил, что у него есть гарантии присутствия Киира и Мачара на мирных переговорах в Аддис-Абебе 9 апреля.
6 мая Генеральный секретарь ООН Пан Ги Мун посетил с однодневным визитом Южный Судан. В Джубе он провел встречу с президентом Сальвой Киирой и побывал на одной из баз ООН, где нашли приют спасающиеся от насилия перемещенные лица. На совместной с президентом Сальвой Кииром пресс-конференции в Джубе Пан Ги Мун рассказал о встрече с беженцами, подчеркнув, что учреждения системы ООН будут продолжать оказывать им поддержку и защиту и принимать все необходимые меры для их безопасного возвращения в родные места:
Для того, чтобы это произошло, необходимы мир и безопасность. Я очень воодушевлен готовностью президента добиваться скорейшего решения этого вопроса и тем, что он выражает готовность сесть за стол переговоров вместе с бывшим вице-президентом Риеком Машаром. ООН продолжит поддержку народа Южного Судана с тем, чтобы люди могли жить в мире и гармонии и добиваться гармоничного развития под руководством Сальвы Кира.
7 мая выступая на пресс-конференции в столице Чада Нджамене, Координатор чрезвычайной помощи ООН Валери Амос сказала, что международное сообщество поможет Чаду справиться с наплывом беженцев из Судана и ЦАР. Амос провела встречи с президентом, премьер-министром и членами правительства, сотрудниками работающих в Чаде учреждений ООН, с представителями партнерских организаций, а также ряда стран-доноров. Она побывала в транзитном центре для перемещенных лиц в Гауи, а во второй половине дня посетила регион Канем, где население сталкивается с серьёзной нехваткой продовольствия.
8 мая Миссия ООН в Южном Судане (МООНЮС) опубликовала доклад о грубых нарушениях прав человека и серьёзных нарушениях международного гуманитарного права в стране, могущих быть квалифицированы как «преступления против человечности», а именно множество этнически мотивированных убийств, внесудебных казней, изнасилований и других формах сексуального насилия, похищений и арестов, целенаправленных нападениях на гражданских лиц, на больницы, а также на миротворческую миссию и её персонал.
9 мая Верховный комиссар ООН по правам человека Нави Пиллэй сославшись на доклад Миссии ООН в Южном Судане, предупредила, что чудовищные преступления, совершаемые в Южном Судане, приобретают признаки геноцида, и призвала противоборствующих политических лидеров не допустить того, чтобы пламя вражды, «которое они разожгли, охватило всю страну»:
Доклад демонстрирует, насколько быстро политическая борьба внутри правящей партии при попустительстве, а то и при прямой поддержке, превратилась в одни из самых кровопролитных этнических конфликтов. После выхода доклада, уже невозможно поверить, что правительство не знает о том, кто из командующих организовал резню в районе Гуделе в Джубе, когда более 300 мен из народности нуэр загнали в правительственное здание и расстреляли. Точно так же, с трудом верится, что господин Мачар не в курсе того, кто стоит за массовым убийством сотен гражданских лиц в мечети, в больнице, на рынке и в других местах в городе Бентиу 15 апреля.
9 мая президент Южного Судана Сальва Киир прибыл в столицу Эфиопии Аддис-Абебу для участия в переговорах с лидером повстанцев Риеком Мачаром, который находится там с 8 мая. Ранее государственный секретарь США Джон Керри заявлял, что Киир согласился принять участие в мирных переговорах об условиях заключения перемирия, при посредничестве премьер-министра Эфиопии Хайлемариама Десаленя. В ходе переговоров поступали сообщения, что Киир и Мачар согласились подписать соглашение о перемирии.
10 мая президент Южного Судана Сальва Киир и бывший вице-президент страны и лидер повстанцев Риек Мачар подписали в Аддис—Абебе соглашение по урегулированию межэтнического конфликта. Сальва Киир сказал:
Я хотел бы уверить вас, что я, равно как и партия, которую я возглавляю, и армия, которой я командую — мы сделаем всё, чтобы реализовать это соглашение.
В своём заявлении генеральный секретарь ООН Пан Ги Мун приветствовал достигнутые договоренности, заявив о твердой приверженности ООН интересам народа Южного Судана. Соглашение об урегулировании кризиса в Южном Судане предусматривает немедленное перемирие, формирование переходного правительства, проведение конституционной реформы и всеобщих выборов. Соглашение вступило в действие на всей территории Южного Судана. Пресс-секретарь президента Атени Век Атени отметил, что вооруженные силы оставляют за собой право открывать огонь в целях самообороны, однако никаких проблем не ожидается.
12 мая армия и повстанцы вступили в столкновения, нарушив условия перемирия. Министр обороны Южного Судана Куол Менианг сообщил, что конфликт произошёл в штате Верхний Нил, а правительственным войскам было приказано не атаковать, а лишь обороняться.
12 мая генеральный секретарь ООН Пан Ги Мун попросил Совет Безопасности рассмотреть вопрос о создании специального международного трибунала для расследования преступлений, совершенных в ходе конфликта в Южном Судане, призвав стороны к 30-дневному перемирию на время посевных работ, чтобы предотвратить угрозу голода в стране:
Я чрезвычайно встревожен тем, что увидел и услышал в Южном Судане. Если конфликт не остановить, к концу года половина 12-миллионного населения страны будет либо вынуждена покинуть свои дома, либо будет голодать или погибнет. Главное сегодня — остановить насилие, чтобы люди могли начать посевную. Для того, чтобы не допустить голода, я призываю установить 30-дневный период спокойствия. Расследование в области прав человека, проведенное миссией ООН в Южном Судане, дало серьезные основания полагать, что массовые преступления совершались обеими сторонами. Мой посыл президенту Сальве Кииру и им обоим был ясен и слышим: мы выявили преступления против народа с обеих сторон, поэтому вы должны прекратить это или виновные будут привлечены к ответу.
На 15 мая в Южном Судане столкновения продолжились, сопровождаясь обоюдными обвинениями сторон в развязывании боевых действий. Комментируя столкновения в районе города Малакал, представитель армии Филип Агуер сказал, что «мы соблюдаем условия перемирия, но не позволим повстанцам использовать его для наступления на наши позиции». В свою очередь представитель повстанцев Лул Руаи Конг указал, что армия открыла огонь по повстанцам, когда они собрались на построение, чтобы «узнать условия перемирия от своих командиров».
19 мая президент Южного Судана Сальва Киир призвал Риека Мачара немедленно прекратить конфликт, иначе в стране начнется жесточайший голод, сказав, что «речь уже не идет о том, будет голод или нет. Вопрос в том, сколько людей умрет от него».
20 мая в сообщении государственного департамента США было сказано о выделении дополнительных 300 миллионов долларов на помощь Южному Судану, и таким образом, присоединившись более чем к 40 странам, которые на конференции в Осло пообещали поддержать самое молодое государство. Общая сумма финансовой поддержки США Южному Судану в 2014 финансовом году составит 434 миллиона долларов, включающей в себя обучение фермеров, снабжение их семенами, доставку питьевой воды, установку туалетов, обучение гигиене, срочные медицинские услуги, психологическую поддержку жертв домашнего насилия и детей-беженцев. Но эффективность помощи будет зависеть от реализации соглашения о перемирии между правительственными и оппозиционными войсками:
Новое финансирование США будет направлено на немедленные потребности в продуктах питания, а также на увеличение раздачи продуктов и специальных питательных добавок для детей, страдающих от недоедания. Важно, чтобы обе стороны реализовали соглашение от 9 мая, прекратили насилие и позволили немедленный, полный и безусловный доступ ООН и гуманитарных организаций к нуждающимся в помощи.

#### Июнь
1 июня во время пресс-конференции, состоявшейся в столице Кении Найроби, у лидера повстанцев Риека Мачара спросили, способен ли он по-прежнему сохранять контроль над ними, и он ответил, что «нет, этого я сказать не могу. Я бы солгал, если бы ответил, что да. Мы лишь надеемся, что можем их контролировать, поскольку именно мы обучаем их и приучаем к дисциплине».
4 июня генеральный секретарь ООН Пан Ги Мун в телефонном разговоре призвал президента Южного Судана Сальву Киира к скорейшему выполнению мирных договоренностей с повстанцами под руководством Риека Мачара, предложив им встретиться лично. Пан Ги Мун выразил «серьезную озабоченность враждой» вопреки двум достигнутым мирным соглашениям, сказав, что «обе стороны должны немедленно прекратить ведение боевых действий», и призвав Киира оказать «полную поддержку» миссии ООН в Южном Судане и усилить защиту гражданских лиц на территории страны.
5 июня повстанцы начали утверждать о захвате кенийского самолета и удержании пилота по обвинению в шпионаже для транспортировки убийц в контролируемые повстанцами зоны, чем он якобы занимался по просьбе президента Сальвы Киира. Представитель повстанцев Лул Руаи Коан сообщил, что им удалось сорвать покушение на одного из их командиров. В центральном правительстве заявили, что не имеют информации о самолете.

## Возобновление столкновений

### 2016 год
В ночь на 8 июля 2016 года в Джубе возобновились массовые столкновения. Сильная стрельба также раздавалась у резиденции президента Южного Судана в столице Джубе.
10 июля представитель вице президента Риека Мачара заявил о том, что Южный Судан погрузился в войну. В тот же день военные, верные президенту Киире, атаковали с вертолётов и танков резиденцию вице-президента Мачара. Сам Риек Мачар не пострадал, так как находится за пределами страны. СБ ООН дважды за два последних дня осудил возобновление столкновений в столице Южного Судана и выразил готовность отправить дополнительные войска миротворцев.
11 июля очевидцы сообщили о возобновление столкновений в столице страны.
В результате столкновений противоборствующих сторон в охраняемом лагере для беженцев ООН погибли 8 человек, ещё более 50 получили ранения. Помимо этого был убит китайский миротворец. C 20:00 в силу вступает режим перемирия. Изначально о нём в одностороннем порядке сообщил президент Южного Судана, а затем и вице-президент.
После этого в Южном Судане установилось относительное спокойствие. Итог вспышки насилия в июле 2016 года — более 270 погибших, в том числе 33 мирных жителя и 2 миротворца ООН; 36 тыс. жителей (по предварительным оценкам ООН) покинули свои дома.

## Военные преступления

### Дети-солдаты
С момента начала конфликта более 17 000 детей были задействованы в конфликте, из них 1300 были завербованы в 2016 году

## Жертвы

### Голод
После вторых столкновений в Джубе боевые действия в районе Экватории усилились.  Поскольку это сельскохозяйственный центр страны, число людей, которым грозит голод в стране, которая и без того испытывает дефицит продовольствия, выросло до 6 миллионов. В феврале 2017 года правительство и Организация Объединенных Наций объявили голод в штате Юнити, что стало первым объявлением голода где-либо в мире за 6 лет. Через несколько дней после объявления голода правительство повысило цену деловой визы со 100 до 10 000 долларов, в основном предназначенной для сотрудников гуманитарных организаций, сославшись на необходимость увеличения государственных доходов.